# Ambrosius Widmann
Ambrosius Widmann (* um 1477 in Baden-Baden; † 10. August 1561 vermutlich in Rottenburg), Doktor im kirchlichen und weltlichen Recht (utriusque iuris doctor), war ein deutscher Jurist und Kleriker. 1510 wurde er nach vorangegangener einjähriger kommissarischer Amtsausübung zum dritten Propstkanzler der Universität Tübingen auf Lebenszeit als Nachfolger von Johannes Tegen und Johannes Vergenhans alias Nauclerus ernannt.
Nach seiner rechtlich angefochtenen Absetzung 1538 wegen seines Widerstands gegen die Einführung der Reformation an der Tübinger Universität wurde er 1550 wieder in sein Kanzleramt eingesetzt, übertrug dann aber 1556 auf Grund des Augsburger Religionsfriedens von 1555 die Ausübung seiner Amtsbefugnisse bis zu seinem Tod vertretungsweise auf Rektor und Senat der Universität Tübingen.

## Leben
Ambrosius Widmann war der zweite Sohn des einflussreichen Tübinger Medizinprofessors und gräflichen bzw. herzoglichen Leibarztes Johann Widmann-Salicetus und dessen Ehefrau Mechthild Bälz (Beltz). Sein älterer Bruder Beatus Widmann, der ebenfalls zum utriusque iuris doctor promoviert worden war, machte als Rat in württembergischen und österreichischen Diensten Karriere, zuletzt als Kanzler von Tirol. Eine Schwester Widmanns, Genoveva, war mit dem langjährigen württembergischen Kanzler Gregor Lamparter verheiratet.
Widmann begann sein Studium im Wintersemester 1490/1491 als ca. 13-Jähriger an der Artistenfakultät der Universität Tübingen. Dort promovierte er im März 1492 zum Bakkalar. Über seine Magisterpromotion sowie über sein angeschlossenes Rechtsstudium ist bisher nichts bekannt. Seinen spätestens 1506 erworbenen Doktortitel im kirchlichen und weltlichen Recht hat er vermutlich in Italien erworben. Der Tübinger Rhetorikprofessor Heinrich Bebel bezeichnet Widmann 1506 als Ordinarius iuris civilis an der Tübinger Juristenfakultät. In diesem Jahr und 1509 gehörte er auch zu den Beisitzern am Württembergischen Hofgericht.
Seit 9. Februar 1509 erscheint Widmann in zunächst vorläufiger Funktionsausübung im Amt des Stiftspropstes, das die Tübinger Universitätsverfassung mit dem Kanzleramt der Universität verbunden hatte. Nachdem der bisherige Amtsinhaber Johannes Vergenhans alias Nauclerus am 5. Januar 1510 verstorben war, wurde Widmann das Amt des Stiftspropstes am 3. März 1510 vom Papst nachträglich verliehen. Ein Jahr später, 1511, wurde er zum Priester geweiht, wobei die einjährige Frist für die nachträgliche Erlangung der Weihe um wenige Monate überschritten wurde. Nach der formellen Verleihung des Propstamtes gab Widmann das Amt eines Beisitzers am Reichskammergericht auf, für das er als Nachfolger von Sebastian Schilling ein halbes Jahr zuvor am 5. September 1509 vereidigt worden war. Im gleichen Jahr, 1510, musste er auch auf seine mit der Aufsichtsfunktion des Kanzleramts der Universität unvereinbare Professur verzichten. Widmanns ordentlichen Lehrstuhl im weltlichen Recht erhielt der bisherige Kirchenrechtsprofessor Johannes Gentner alias Adler, Aquila, Halietus jedoch erst am 1. September 1510.
Zu den nachhaltigen Leistungen Widmanns bei der Verwaltung der Propstei gehörte die Erneuerung des Güterverzeichnisses, verbunden mit einer Revision des Besitzstands der Propstei. Im Bereich der Universitätsverwaltung ist als eine seiner wichtigsten Neuerungen das 1510 eingeführte Anstellungsbuch (liber conductionum) für die Professoren der Universität anzusehen, dessen Pro-memoria-Aufzeichnungen wahrscheinlich öffentlichen Glauben besaßen. Zusätzlich zu seiner Pfründe am Tübinger Stift erhielt er 1517 ein Kanonikat am Dom in Augsburg, in das er allerdings erst 1520 nach vollendetem Residenzjahr wirklich als Domkapitular eingesetzt wurde, außerdem in den 1520er-Jahren die Stiftspropstei im mittelfränkischen Spalt sowie 1527 eine der Kanonikatspfründen am Münster von Basel und das Archidiakonat dieser Kirche.
Nach der Übernahme Württembergs 1520 durch die Habsburger unterstützte Widmann aktiv die österreichische Regentschaft bei der Unterrichtsreform der Tübinger Universität von 1525, die den traditionellen Glauben in Verbindung mit Reformen im humanistischen Sinn festigen sollten, und allgemein beim Kampf der katholischen Seite gegen protestantische Bestrebungen. Daher leistete er zehn Jahre später heftigen Widerstand gegen die nunmehr protestantische Tübinger Universitätsreform von 1535, die Herzog Ulrich von Württemberg nach der Rückeroberung seines Landes 1534 veranlasst hatte. Durch seine Flucht 1535 in das benachbarte österreichische Rottenburg gelang es Widmann, die Universität insbesondere an der Durchführung der Promotionen zu hindern, da diese keine akademischen Grade ohne seine Mitwirkung verleihen konnte.
Auf Grund mehrerer Gutachten, darunter von Martin Luther und vom Wittenberger Professor Philipp Melanchthon, entschloss sich danach die herzogliche Regierung, Widmann abzusetzen, weil er seinen Posten verlassen habe, und ernannte am 29. November 1538 den bisherigen Stuttgarter Dekan Johann Scheurer zum neuen Propst und Kanzler der Universität. Widmann protestierte aber förmlich gegen alle unter Johann Scheurer vollzogenen Promotionen, sodass eine generelle Anerkennung Tübinger Promotionen außerhalb Württembergs ungewiss erschien. Nachdem Widmann im Februar 1550 wieder in seine Ämter eingesetzt worden war, bewog ihn der Augsburger Religionsfriede von 1555, die Ausübung seiner Amtsbefugnisse Ende 1556 vertretungsweise auf Rektor und Senat der Universität zu delegieren.
Im hohen Alter von über 80 Jahren verstarb Ambrosius Widmann am 10. August 1561, vermutlich in Rottenburg, wo er inzwischen 1541/1542 Propst des Ehinger Stifts geworden war. Damit war für den württembergischen Herzog Christoph der Weg frei, das Kanzleramt in einer Universitätsordnung vom 16. September 1561 neu zu regeln.